# هلوبيني
هلوبيني (Глобине) هي مدينة في مقاطعة بولتافسكا في أوكرانيا.